# Andriej Moskwin
Andriej Nikołajewicz Moskwin (ros. Андрей Николаевич Москвин; ur. 14 lutego 1901, zm. 28 lutego 1961) – radziecki operator filmowy. Znany ze współpracy z Grigorijem Kozincewem i Leonidem Traubergiem. Dwukrotny laureat Nagrody Stalinowskiej (1946, 1948).

## Filmografia
- 1926: Czarcie koło
- 1926: Płaszcz
- 1926: Wykolejeni
- 1927: Sojusz wielkiej sprawy
- 1929: Nowy Babilon
- 1931: Wioska na Ałtaju
- 1935: Młodość Maksyma
- 1937: Powrót Maksyma
- 1939: Maksym
- 1943: Aktorka
- 1944: Iwan Groźny
- 1945: Iwan Groźny: Spisek bojarów
- 1947: Pirogow
- 1953: Bieliński
- 1955: Szerszeń
- 1957: Don Kichot
- 1958: Opowieści o Leninie
- 1960: Dama z pieskiem

## Nagrody i odznaczenia
- 1946: Międzynarodowy Festiwal Filmowy w Locarno - nagroda za najlepsze zdjęcia do filmu „Iwan Groźny”
- 1946: Nagroda Stalinowska I stopnia za pierwszą część filmu „Iwan Groźny” (1944)
- 1948: Międzynarodowy Festiwal Filmowy w Mariańskich Łaźniach - dyplom honorowy za film „Pirogow” (1947)
- 1948: Nagroda Stalinowska II stopnia za film „Pirogow” (1947)
- 1958: Wszechzwiązkowy Festiwal Filmowy - pierwsza nagroda za zdjęcia do filmu „Don Kichot” (1957)

Źródło: